# Barade de Linguelle
La Barade de Linguelle est un affluent de l'Escamat, qu'il rejoint à Sabres. Il est lui-même issu de la confluence, au nord-est du territoire de la commune de Sabres, de la Barade Neuve et du ruisseau des Pins-de-Bise.